# Gerd Dettmann
Gerd Dettmann (* 9. Juli 1897 in Schwerin; † 27. Februar 1943 in Noworossijsk) war ein deutscher Kunsthistoriker und Kustos am Focke-Museum in Bremen.

## Biografie
Dettmann war ein Sohn des Schweriner Zeichenlehrers Ludwig Dettmann (1856–1937) und dessen Frau Margarete, geb. Bastian (* 1867). Er besuchte ein Gymnasium. Von 1917 bis 1919 diente er im Ersten Weltkrieg als Soldat. Er studierte dann Kunstgeschichte an der Humboldt-Universität zu Berlin, der Universität Rostock und der Universität Köln und promovierte 1922 zum Dr. phil. Von 1919 bis 1926 war er beschäftigt am Mecklenburgischen Landesmuseum.
Im März 1926 wurde Dettmann Mitarbeiter am Focke-Museum in Bremen. 1927 verfasste er einen Museumsführer. Weiterhin veröffentlichte er Schriften zur Glasmalerei, zu bremischen Gartenskulpturen des 18. Jahrhunderts und den Steinepitaphien in bremischen Kirchen. Er schrieb Artikel für das Allgemeine Lexikon der Bildenden Künstler von der Antike bis zur Gegenwart und grundlegende Monographien zur Gold- und Silberschmiedekunst in Bremen sowie über die Ansgariikirche in Bremen. 1933 wurde er Stellvertretender Direktor des Focke-Museums und 1939 Kustos am Museum. Er fiel als Soldat im Zweiten Weltkrieg in der UdSSR.

## Schriften
- Ludwigslust und sein Baumeister Johann Joachim Busch. Universität zu Köln 1922 (Promotionsschrift).
- Alte Gast- und Zunfthäuser in Niedersachsen. Angelsachsenverlag, Bremen 1924.
- Johann Joachim Busch. Der Baumeister von Ludwigslust. Carl Hinstorffs Verlag, Rostock um 1924.
- Führer durch das Focke-Museum zu Bremen. H. M. Hauschild, Bremen 1927.
- Über bremische Glasmalereien im Focke-Museum. In: Schriften der Bremer Wissenschaftlichen Gesellschaft. Reihe D: Sonderschrift zur Wiedereröffnung des Focke-Museums. Bremen 1928, S. 51–68.
- Bremische Steinbildhauer des 18. Jahrhunderts. In: Jahresschrift des Focke-Museums. 1929. Bremen 1929, S. 103–123.
- [mit Albert Schröder:] Die bremischen Gold- und Silberschmiede. In: Schriften der Bremer Wissenschaftlichen Gesellschaft. Reihe A, Heft 7, Bremen 1931.
- Eine Schweriner Bildhauerwerkstatt des 18. Jahrhunderts. In: Mecklenburgische Zeitung. 10. April 1933, Nr. 84.
- Die Ansgariikirche zu Bremen. Bremen 1934.
- Heimatliche Altertümer geschichtlicher Zeit. Die Ernte der letzten Jahre an bremischen Boden- und Weserfunden. In: Historische Gesellschaft zu Bremen (Hrsg.): Bremische Weihnachtsblätter. Heft 7. Verlag Geist, Bremen 1937.
- Die Steinepitaphien der bremischen Kirchen und die br. Bildhauerkunst der Spätrenaissance und des Barocks. In: Jahresschrift des Focke-Museums. Bremen 1939.